# Tamaki Yūichirō
Tamaki Yūichirō (玉木 雄一郎 (Ngọc Bản Hùng Nhất Lang)  sinh ngày 1 tháng 5 năm 1969) là một chính khách người Nhật Bản. Ông hiện là Lãnh đạo (chủ tịch) Đảng Dân chủ Quốc dân kể từ tháng 5 năm 2018. Ông cũng là Nghị viên Chúng Nghị viện và từng là lãnh đạo Đảng Hy vọng. Trước khi gia nhập Đảng Hy vọng, Tamaki từng là đảng viên Đảng Dân chủ cũ và Đảng Dân chủ mới.